# Carotane
Le carotane est un pigment végétal qui appartient à une classe de tétraterpènes appelés caroténoïdes. Ces tétraterpènes sont connus pour leurs couleurs jaune, orange et rouge car ce sont des pigments organiques. Ces couleurs sont bénéfiques pour leurs espèces hôtes qui ont tendance à être des plantes et des algues. Dans les plantes, les caroténoïdes jouent les rôles majeurs de permettre l'absorption de la lumière via la photosynthèse ainsi que de fournir une photoprotection grâce à une extinction non photochimique.
Le tétraterpène est également un produit diagénétique du carotène et représente donc un biomarqueur important. Cependant, là où le carotène a des liaisons doubles, le carotane n'a que des liaisons simples. C'est la seule différence de structure étant donné que le carotane représente la dégradation du carotène. Étant donné le temps nécessaire à la dégradation du carotane, l'espèce chimique permet un enregistrement géologique plus étendu.

## Techniques de mesure

### Formation de Green River
Le carotane a été mesuré pour la première fois dans la formation de la Green River. Il a été découvert à l'aide de la chromatographie gaz-liquide et de la chromatographie en phase gazeuse couplée à la spectrométrie de masse. L'échantillon a été purifié avec une fine couche de silice Ag+, et des échantillons plus grands de 5 μg ont été utilisés pour donner des résultats plus précis et réduire le bruit dans les pics de la spectrométrie de masse. Ce qui a été trouvé, ce sont les résultats de la dégradation du carotène.

### Conservation
Compte tenu de sa longue durée de dégradation, le carotane agit comme un biomarqueur important. Compte tenu de sa durée de conservation, il reste mieux dans les environnements sédimentaires et pétroliers où il peut durer des années. Le β-carotane, en particulier, agit comme un biomarqueur pour les environnements salins et lacustres bas. Cela signifie que le carotane peut être utilisé comme biomarqueur pour identifier les habitats antérieurement aquatiques.

### Formation de Barney Creek
L'étude de la formation du Barney Creek (en) a été mise en place pour déterminer pourquoi des niveaux profonds de carotane n'existaient pas dans la formation de Barney Creek. Les deux hypothèses sur la raison étaient qu'il s'agissait d'un phénomène biologique au sein de l'espèce ou que l'espèce s'était simplement dégradée. En utilisant la chromatographie avec l'hélium comme gaz porteur, la dégradation était visible dans les échantillons. On a constaté la présence de dérivés de β-carotène et de γ-carotène. Les dérivés ont été comparés à des dérivés synthétisés qui ont été produits via la catagenèse du β-carotène par pyrolyse hydratée.